# Рокі-Топ (Теннессі)
Рокі-Топ (англ. Rocky Top) — місто (англ. city) в США, в округах Андерсон і Кемпбелл штату Теннессі. Населення — 1628 осіб (2020).

## Географія
Рокі-Топ розташоване за координатами 36°13′27″ пн. ш. 84°9′18″ зх. д. / 36.22417° пн. ш. 84.15500° зх. д. (36.224171, -84.155062).  За даними Бюро перепису населення США в 2010 році місто мало площу 4,11 км², уся площа — суходіл.

## Демографія
Згідно з переписом 2010 року, у місті мешкала 1781 особа в 734 домогосподарствах у складі 443 родин. Густота населення становила 433 особи/км².  Було 829 помешкань (202/км²).
Расовий склад населення:
| - 97,6 % — білих - 0,3 % — азіатів - 0,2 % — корінних американців - 0,1 % — чорних або афроамериканців |

До двох чи більше рас належало 1,2 %. Частка іспаномовних становила 1,1 % від усіх жителів.
За віковим діапазоном населення розподілялося таким чином: 21,5 % — особи молодші 18 років, 55,4 % — особи у віці 18—64 років, 23,1 % — особи у віці 65 років та старші. Медіана віку мешканця становила 43,7 року. На 100 осіб жіночої статі у місті припадало 84,4 чоловіків;  на 100 жінок у віці від 18 років та старших — 79,0 чоловіків також старших 18 років.
Середній дохід на одне домашнє господарство  становив 29 764 долари США (медіана — 22 663), а середній дохід на одну сім'ю — 34 418 доларів (медіана — 28 510). Медіана доходів становила 30 481 долар для чоловіків та 22 679 доларів для жінок. За межею бідності перебувало 33,4 % осіб, у тому числі 48,3 % дітей у віці до 18 років та 10,1 % осіб у віці 65 років та старших.
Цивільне працевлаштоване населення становило 520 осіб. Основні галузі зайнятості: виробництво — 17,5 %, освіта, охорона здоров'я та соціальна допомога — 16,7 %, мистецтво, розваги та відпочинок — 15,8 %.